# باربرا بيريز
باربرا بيريز هي ممثلة فلبينية، ولدت في 1938 في الفلبين.

## وصلات خارجية
- باربرا بيريز على موقع IMDb (الإنجليزية)
- باربرا بيريز على موقع قاعدة بيانات الفيلم (الإنجليزية)